# パウル・ヴィトゲンシュタイン
パウル・ヴィトゲンシュタイン（Paul Wittgenstein, 1887年11月5日 - 1961年3月3日）は、オーストリア生まれのピアニスト。
第一次世界大戦で右腕を失った後も演奏活動を続け、多くの有名な作曲家に左手だけで演奏可能な作品を委嘱したことで有名である。1946年にアメリカ合衆国の市民権を取得した。

## 生涯
アシュケナジム・ユダヤ人の実業家カール・ヴィトゲンシュタインの息子としてウィーンに生まれる。ヴィトゲンシュタイン家には多くの著名な文化人が出入りしていた。その中には作曲家ブラームス、マーラーそしてリヒャルト・シュトラウスもいた。若きパウルはこれら作曲家と連弾で演奏もしたという。
パウルは、はじめマルヴィーネ・ブレー（ロシア語版）に、後にポーランドの巨匠テオドル・レシェティツキに師事した。1913年にはデビューを飾っており、その演奏評はおおむね好意的なものだった。しかし翌年には第一次世界大戦が勃発、パウルは召集される。彼はポーランド戦線で戦傷を負い、ロシア軍の捕虜となる。そしてこの戦傷のため、右腕は切断しなければならなかった。傷が回復するにつれ、彼は左腕だけで演奏活動を続ける決心を固めた。
終戦とともにパウルは行動を開始する。練習を重ね、様々の作品を左手だけのために編曲し、またかつての師ヨーゼフ・ラボール（ラボール自身は盲目であった）がパウルのために作曲した作品を習得した。こうして再びコンサート活動を再開したパウルは有名になり、多くの人々に愛された。
そこで彼は、より有名な作曲家たちにも自分のための曲を作曲してもらえるよう交渉した。ブリテン、ヒンデミット、コルンゴルトなどがそれに応じて作曲した。中でもモーリス・ラヴェルの「左手のためのピアノ協奏曲」は有名であり、パウル・ヴィトゲンシュタインの名もこの曲で後世に残ることになった。しかし、初演時にパウルはピアノ・パートを大幅に書き換え、ラヴェルといさかいを起こしている。後年に他人の演奏を聞いてから自分の非を認め、作曲者の判断が正しいとした。プロコフィエフもパウルのために左手のための「ピアノ協奏曲第4番 変ロ長調」を作曲しているが、パウルはこの曲を好まず（『一音符たりとも理解できない』とまで言い切っている）、公開の場で演奏することはなかった。パウルはプロコフィエフに対して「作品を書いて下さり有り難うございます。でも私には演奏出来ません」という旨の礼状を出している。リヒャルト・シュトラウスの「家庭交響曲余録」に対するパウルの感想は「左手一つで四管編成のオーケストラと渡り合えるのか?」というものであった。
今日でもパウルの委嘱した作品は（両腕の）ピアニストによって頻繁に演奏されている。また、様々な理由で右腕の機能を失ったピアニスト、例えばレオン・フライシャーやジョアン・カルロス・マルティンス、舘野泉もこれらの作品を演奏してきた。
ヴィトゲンシュタイン家は、パウルの父方で3代前、母方で2代前にキリスト教に改宗していたが、それでもユダヤ系の強い家系であり、特にニュルンベルク法のもとではユダヤ人と分類されるものだった。自らをオーストリア人と自覚していたパウルはオーストリア独立維持のために強権を発動してまで腐心するエンゲルベルト・ドルフースを熱心に支持した。ナチス党の政権掌握、そして1938年のドイツによるオーストリア合邦に伴い、パウルは姉妹2人にウィーンを離れるように説得しようとする（弟ルートヴィヒは数年前からイギリスに渡っていた）。しかし姉妹は出国を渋っていた。彼女らは自分たちの家に深い愛着を感じていたし、また、ヴィトゲンシュタイン家のような著名な一家に本当に危険が迫っているとは信じられなかったのである。パウル自身はナチス政権の下で公開のコンサート活動を禁止されており、1938年にアメリカに向けて出国した。パウルとルートヴィヒは海外から、既に国外に移転していた一族の資産と法律家たちへの「コネ」を利用することで、姉妹の「非ユダヤ人」認定を得ることに成功した。
パウルは1946年にアメリカ合衆国の市民権を取得し、余生を同国で、主にピアノ教育者として過ごし、1961年にニューヨークで死去した。

## 家族・親族
- 父：カール・ヴィトゲンシュタイン。実業家。
- 弟：ルートヴィヒ・ヴィトゲンシュタイン。2歳年下の弟。哲学者。

## ヴィトゲンシュタインが委嘱した作品
著名な作品を以下に示す。その他の作品およびヴィトゲンシュタイン自身が編曲した作品についてはen:Works associated with Paul Wittgensteinを参照。
- ラヴェル
  - 左手のためのピアノ協奏曲
- コルンゴルト

  - ピアノ協奏曲（左手のための）Op.17
  - 2つのヴァイオリン、チェロと左手のピアノのための組曲Op.23
- フランツ・シュミット
  - 2つのピアノ五重奏曲（1932年、1938年）　（左手ピアノ、クラリネット、弦楽三重奏）
  - トッカータ（ピアノ独奏曲）
  - （左手の）ピアノと管弦楽のためのベートーヴェンの主題による協奏変奏曲（1923年）
  - （左手の）ピアノと管弦楽のための協奏曲変ホ長調（1934年）
- リヒャルト・シュトラウス
  - 家庭交響曲余録　（左手ピアノと管弦楽）
  - パン・アテナ神の大祭Op.74　（左手ピアノと管弦楽）
- パウル・ヒンデミット
  - 管弦楽付きピアノ音楽（左手のための）Op.29（1923年）
    - ヴィトゲンシュタインは一度も演奏せず、遺族も封印してしまっていたが、2003年に自筆譜が売却されたためようやく出版され、2004年にレオン・フライシャーによって初演された。
- ベンジャミン・ブリテン
  - 主題と変奏（ディヴァージョンズ）Op.21　（左手ピアノと管弦楽）
    - ヴィトゲンシュタインは、委嘱した作品の中ではこの曲が最上だと評価した。
- セルゲイ・プロコフィエフ
  - ピアノ協奏曲第4番
    - ヴィトゲンシュタインは一度も演奏せず、作曲者の死後の1956年、第二次世界大戦で右腕を失ったピアニスト、ジークフリート・ラップがこの曲の存在を知り、未亡人との交渉を経て初演が行われた。